# 雷凱欣
雷凱欣（英語：Vonnie Lui，1983年10月24日—），香港演員及模特兒，號稱靚模始祖，曾是三級片艷星。

## 簡歷
雷凱欣中學畢業後趙隨即入行，於2000年參加香港有線電視YMC台的VJ選舉獲得亞軍後成為VJ，其後簽約東方魅力，成為三人女子組合3G成員之一，希望與英皇娛樂的三人女子組合3T對撼，結果雙方均以失敗告終而解散。
之後改投英皇娛樂行性感路線，以36F豐滿上圍作為賣點出席各大小公開活動，與黃榕組成組合SexyDolls，被香港傳媒形容為「大波Twins」。曾被多本雜誌名為香港新一代性感水著女神，之後更加入三級片女星行列，接拍首部18禁作品《禁室培慾之愛的俘虜》。更傳被日本AV界導演越洋重金招攬拍戲。及後轉往台灣發展，全職駐酒吧表演大賣性感，被當地封為「香港波神」。
不過大賣性感卻仍未能成功上位，直至2010年被蕭定一賞識，成為「肉蒲女」在3D肉蒲團中露點演出，令雷凱欣的名字即時傳遍兩岸三地，美國與歐洲多國都有報導。一脫成名人氣急升之後雷凱欣自曝結識了不少富豪更成功搭上家族經營小巴及的士生意、兼潮牌幕後老闆的陳智聰。
雷凱欣亦被指私生活十分開放，曾與多名男藝人傳出桃色緋聞，其中包括台灣人氣偶象羅志祥、高以翔、柯有倫、林衍村、日本藝人反町隆史和3D肉蒲團男主角葉山豪、姚洛鉻。2012年更被爆曾與黃浩參加迷幻派對，被卷入港星聚眾吸毒的案件中。
2018年2月，香港媒體報導，女星鄭希怡在東京街頭巧遇雷凱欣與夫婿陳智聰一起，雷凱欣還抱著小寶寶，疑似已當媽，「一副賢妻良母模樣與昔日豔星形象相去甚遠。 」。
2018年7月27日，雷凱欣承認榮升媽媽，在社交網上載同BB親子裝嘅合照。她亦不介意兒子知道其往事，還希望兒子別介懐媽咪身材走樣，並承諾會讓兒子快樂成長。
誰知雷凱欣近日上傳一張把兒子放進洗衣機的照片，遭網友轟「波大無腦」怒批虐兒。

## 唱片
- 2003年：《我要造勢》(3G)

## 音樂MV
- 3G《我要做勢》
- 3G《得個講字》
- 3G《敏感》
- 吳浩康《罪人》
- 區陸《區陸孖人》

## 電影
- 2002年：《我老婆唔夠秤》
- 2005年：《瘦身》
- 2005年：《禁室培慾之愛的俘虜（紅蜘蛛女/Love Education）》
- 2006年：《愛上屍新娘》
- 2008年： 蠍子
- 2008年：《黑勢力》
- 2010年：《宅男總動員》
- 2011年：《3D肉蒲團之極樂寶鑑》
- 2014年：《大話天仙》

## 電視節目活動
- 《赤沙印記＠四葉草.2》第2集
- 《奇幻潮》
- 《上海灘之俠醫傳奇》
- 2010年：《法網群英》飾 鄺凱童 (Amanda)/趙莎莎 (Mona)（第6集）
- 2000年：香港有线电视节目
- 2008年：SONY PS3 《HiTV 水著寶寶大作戰》
- 2009年：無綫電視《美女廚房 (第二輯)》
- 2010年：亞洲電視《財神到》

## 外部連結
- 雷凱欣個人部落格 （页面存档备份，存于）
- 雷凱欣 無名相簿 （页面存档备份，存于）
- 雷凱欣的Instagram帳戶